# Шулян Хе
Шулян Хе 叔梁紇 або Шу Хе з Цзоу 鄹 (або 郰, Zōu) 叔紇 - батько Конфуція.

## Історичні відомості
Згідно реконструкції, Хе народився у 592 до н.е. За конфуціанськими джерелами, його батьком був Кун Бося 伯夏 (народ. 612 до н.е.) Цікаво, що Хе не згадується із прізвищем Кун. Можлива інтерпретація цієї аномалії - покровительство клана Шу, одного з трьох найвпливовіших кланів у князівстві Лу на той час. 
У п'ятому місяці 563 до н.е. "Хе з Цзоу" виведено у «Цзо чжуань» (襄公十年) як одного з захисників фортеці Біян 偪陽 (на півдні Лу). Біян було оточено військами Цзінь, але за участю Хе (який оперував герсою) та кількох інших атаку було відбито. Фортеця врешті була завойована, але пізніше. 
У віці 38 Хе одружився із Чженцзай з роду Янь, якій на той час було 18. Реконструйована дата цієї події становить 553 до н.е. У найдавнішій біографії Конфуція стосовно цього шлюбу Сима Цянь вживає загадковий вираз єхе 野合, який іноді трактують як познаку нелегальності зв'язку між батьками Конфуція.

## Легендарний нарис
Найповніша біографія Шулян Хе міститься у «Кунцзи цзяюй», але там вона має дидактичні та казкові риси. Верогідність цієї оповіді ставлять під сумнів.
[Шулян Хе] сказав: "Маю дев'ять дочок, але сина нема." Отже його дружина народила Менпі 孟皮. Менпі, також званий Боні 伯尼, був хворий на ногу. Через це [Шулян Хе] шукав шлюбу у сім'ї Янь 顏. Сім'я Янь мала трьох доньок, найменшу з яких звали Чженцзай 徵在. Батько Янь запитав їх: "Хоча пан з Цзоу має лише стан ши, він нащадок премудрих царів давнини. Він десять чи зростом та має несказану силу. Він мені дуже довподоби, хоча й похилого віку та суворий за характером - не слід мати сумніви [щодо шлюбу]. Хто з вас трьох може стати йому дружиною?" Дві доньки відмовилися, а Чженцзай ступила вперед та сказала: "Слід бути слухняною встановленню батька. Які можуть бути питання?" Батько сказав: "Отже, будь ти [його дружиною]!" Таким чином, вона була видана [за Хе]. Коли Чженцзай пішла [з родини] та зустрілася з чоловіком підчас храмової церемонії [шлюбу], вона побачила його вік та злякалася, що народження сина буде неможливе. Отже, вона потай молилася на пагорб[і?] Ні 尼丘山.

曰：「雖有九女，是無子。」其妾生孟皮，孟皮一字伯尼，有足病，於是乃求婚於顏氏。顏氏有三女，其小曰徵在。顏父問三女曰：「陬大夫雖父祖為士，然其先聖王之裔。今其人身長十尺，武力絕倫，吾甚貪之，雖年大性嚴，不足為疑。三子孰能為之妻？」二女莫對。徵在進曰：「從父所制，將何問焉？」父曰：「即爾能矣。」遂以妻之。徵在既往，廟見，以夫之年大，懼不時有男，而私禱尼丘山以祈焉。
«Аналекти» 5:2 містять згадку старшого брата Конфуція, але щодо родини батька чи його сестер відомостей нема.

## Пошана та переоцінка
Різноманітні почесні титули надавалися Шулян Хе, поряд із самим Конфуцієм, у пізньоімперський період (у 1008 році, імператор Чжень-цзун дин. Сун; 1330, імператор Їн-цзун дин. Юань; 1530, імператор Ши-цзун дин. Мін; 1723, імператор Їньчжень дин. Цін).  
Скептицизм щодо верогідності традиційної генеалогії Конфуція, яка виводить його нащадком династії Шан, уперше висловив Цуй Шу 崔述 (1740-1816).
Традиційно дідом Шулян Хе вважали Куна Фуцзя zh:孔父嘉, який емігрував до Лу з держави Сун. Кун Фуцзя, у свою чергу, нібито був нащадком (у дев'ятому поколінні) Вейцзи zh:微子, брата останнього царя Шан, Чжоу-вана 纣.